# 青柳涼子
青柳 涼子（あおやぎ りょうこ、1978年9月15日 - 2009年9月5日）は、日本の歌手、作曲家。血液型はA型、サンクレイド所属。

## 主な経歴
- 2001年2月に歌手デビューし、テレビアニメ「グラップラー刃牙」の主題歌などを歌った。また、アニメ本編にも声優としてゲスト出演した。
- 2008年、卵巣ガンにより闘病生活を開始。2009年9月5日、都内の病院にて死去。

## 出演作品

### テレビアニメ
- グラップラー刃牙（2001年、テレビ東京）第17話、第19話 - 麻衣 役

## ディスコグラフィー
- 「哀 believe」（2001年2月28日）
- 「Reborn」（2001年2月28日）
- 「loved…」（2001年10月24日）
- 「all alone」（2001年11月21日）